# Wiki-PRによるウィキペディアの編集
Wiki-PRとはかつて宣伝目的でウィキペディアの編集業務を請け負っていたコンサルティング企業である。非倫理的編集を行っていたため、経営陣、従業員、編集者全員ウィキペディアのコミュニティの決定で追放されたが、現在もクライアントにウィキペディアのコミュニティとのやりとりや対策をアドバイスする業務を行っている。2013年、調査の末この企業が作成したとされる250ものウィキペディアアカウントがソックパペットとしてブロックされ追放されたことでメディアの注目を集めた。

## 企業
2010年に現最高執行責任者のダリアス・フィッシャーと現最高経営責任者のジョルダン・フレンチが設立、確認されたクライアントにPricelineやエマド・ラヒム、確定していないクライアントにバイアコムなどその他多数いる。同社は管理者権限を持っており、12,000以上のクライアントにウィキペディア対策をマネジメントしていると主張している。また、新規顧客の獲得手段として積極的な電子メール送信を行っていることも報じられた。

## 調査と企業による反応
ウィキペディアでのソックパペット調査は2012年に始まり、100ものアカウントが関係していることが判明した。Wiki-PRの関与は自社の4人の顧客がデイリー・ドットのジャーナリストであるサイモン・オーウェンズに匿名で伝えたことや、Pricelineやエマド・ラヒムがヴァイス誌のジャーナリストであるマーティン・ロビンスに話したことから発覚した。ソックパペットという方針違反行為に加えて、Wiki-PRは信ぴょう性を損なうような、ビジネスコンテンツファームや不特定多数のインターネットユーザーに作成させた複数の他のサイトをウィキペディアの出典として潜り込ませるという方針違反行為を行っていた。しかし、複数のウィキペディア記事で同一のウェブサイトが繰り返し利用されていたためWiki-PRの作業があった記事の識別調査が進展する結果になった。同社によるウィキペディアのコンテンツへの介入は記事の所有権を含むウィキペディアの複数の方針を犯すことになり、同社が作成して使用したとされる100ものアカウントをウィキペディアのコミュニティがブロックする結果となった。
またこの調査で他のアカウントに関しても、Morning277というアカウントがWiki-PR社員によるものとされ多くのメディアで取り上げられた。しかし、インターナショナル・ビジネス・タイムズはMorning277がWiki-PR社員によるものではないと既に報じており、実はLegalMorning.com経営者であるマイク・ウッドのアカウントだとしていて、インタビューでマイクは「私はWiki-PR社員ではないが、同社と関係は持っている。」と答えている。
2014年、ニューヨーク・タイムズはWiki-PRの手口に関して以下のように報じた。
異なるアイデンティティを持つたくさんの人物を使い、お金を払った顧客のために関係する記事の編集と管理を行っている。金で雇われたソックパペットはクライアントにとって都合の悪い記述を素早く編集していた。
フレンチはウォール・ストリート・ジャーナルに対しWiki-PRは調査や著述の業務を行っていて、さらに「ウィキペディアの方針を遵守する方法」をコンサルティングしていて、金で雇った人達を集めた組織としてウィキペディアと関わったものの無償のボランティアもいたとしていて、さらにWiki-PRは時に記事の特筆性において「バッドコール」を行っていたとする。そして「100人もの編集者に報酬を払ったが、彼らは普通の人間でソックパペットではない。」とも述べている。一方、インターナショナル・ビジネス・タイムズが報じたように、Wiki-PRはミートパペット行為への関与だけでなく、クライアントの潜在的な特筆性をより良く引き出せるようなオンライン記事を作成していたとされる。

## ウィキペディアおよびウィキメディアの反応
2013年10月25日、Wiki-PRの社員などの関係者はウィキペディアから全員追放された。かつてウィキメディア財団で事務長を務めていたスー・ガードナーは、財団は我々の数ある選択肢を検討していたと語っている。同年11月19日、ウィキメディアの担当法律事務所であるクーリーLLPはWiki-PRに排除勧告 (cease and desist) の電子メールを送信した。フレンチはガーディアン紙に、Wiki-PRはウィキメディア財団や財団の顧問弁護士と共に解決にあたっており、今週中に詳細な情報が出せるようにしたいと述べた。ウィキメディア財団はWiki-PRとの接触を認めたものの、もしWiki-PRが交渉を望んでも財団は交渉を前提とした関わりあいは拒絶していて、ウィキペディアとコミュニティと対話しなければならないと述べている。2014年、ウィキメディア財団は有償での編集の場合開示を義務付けることを定めた規約の改定を行った。その後、数ある多くのパブリック・リレーションズ企業はウィキペディアの新設や既存の方針に従うことを約束した。